# Processi per crimini di guerra in Estonia
Una serie di processi per crimini di guerra nell'Estonia sovietica furono celebrati durante gli anni '60, il processo più noto si tenne nel 1961 dalle autorità sovietiche locali contro i collaborazionisti estoni che parteciparono all'Olocausto durante l'occupazione tedesca tra il 1941 e il 1944: gli imputati furono accusati di aver ucciso fino a 5000 ebrei, sia tedeschi che cecoslovacchi, e rom vicino al campo di concentramento di Kalevi-Liiva nel 1942-1943. 
Il processo pubblico della Corte Suprema dell'Estonia si svolse nell'auditorium del Circolo Ufficiali della Marina di Tallinn. Tutti gli imputati furono giudicati colpevoli e condannati a morte: due di loro furono giustiziati poco dopo; il terzo imputato, Ain-Ervin Mere, fu processato in contumacia e di conseguenza non fu possibile giustiziarlo.
Un secondo processo si tenne a Tartu nel 1962. I collaborazionisti estoni furono accusati di aver ucciso dei cittadini sovietici e furono condannati a morte in contumacia. Il verdetto e le testimonianze del processo furono inavvertitamente pubblicati sulla rivista Sotsialisticheskaya zakonnost prima dell'inizio del processo.

## I processi

### Gli accusati
- Ain-Ervin Mere, comandante della polizia di sicurezza estone e dell'SD (gruppo B della Sicherheitspolizei) sotto l'auto-amministrazione estone, fu processato in contumacia. Prima del processo fu un membro attivo della comunità estone in Inghilterra, contribuendo alle pubblicazioni in lingua estone.[2][3] Al momento del processo fu però tenuto in prigione per un'accusa di omicidio. Non fu mai deportato[4] e morì da uomo libero in Inghilterra nel 1969.
- Ralf Gerrets,[5] il vice comandante del campo di concentramento di Jägala.
- Jaan Viik, (Jan Wijk, Ian Viik),[5] una guardia del campo di concentramento di Jägala, fu scelto dall'accusa tra le centinaia di guardie del campo e polizia estoni per la sua particolare brutalità.[6] Fu accusato di aver lanciato in aria dei bambini piccoli e di aver sparato loro. Non negò l'accusa.[7]
- Un quarto imputato, Aleksander Laak, comandante del campo di concentramento di Jägala, fu scoperto in Canada; si suicidò nel 1960.[5]

### I crimini
Anche se l'imputato potesse essere stato coinvolto in altri crimini contro l'umanità durante l'occupazione tedesca dell'Estonia, il processo si concentrò sugli eventi del settembre 1942. Secondo la testimonianza dei sopravvissuti, almeno due trasporti con circa 2100-2150 persone, arrivarono alla stazione ferroviaria di Raasiku, uno dal campo di concentramento di Theresienstadt con gli ebrei cecoslovacchi e uno da Berlino con gli ebrei tedeschi. Circa 1700-1750 persone, principalmente ebrei, non selezionate per lavorare nel campo di Jägala furono portate a Kalevi-Liiva e fucilate.
Il trasporto Be 1.9.1942 da Theresienstadt arrivò alla stazione di Raasiku il 5 settembre 1942, dopo un viaggio di cinque giorni. Secondo la testimonianza di uno degli accusati, Gerretts, otto autobus carichi di poliziotti ausiliari estoni arrivarono da Tallinn. Il processo di selezione fu supervisionato da Ain-Ervin Mere, capo della Sicherheitspolizei in Estonia; i non selezionati per il lavoro nel campo furono portati in autobus presso il luogo dell'esecuzione vicino al campo. Successivamente la polizia, in squadre composte da 6 a 8 uomini, avrebbe giustiziato gli ebrei con una mitragliatrice, di contro, durante le indagini successive alcune guardie del campo negarono la partecipazione della polizia e affermarono che l'esecuzione fu eseguita dal personale del campo. Il primo giorno furono uccise un totale di 900 persone in questo modo. Gerrets raccontò di aver sparato con una pistola contro una vittima che stava ancora emettendo dei rumori nel mucchio dei corpi. L'intera operazione fu diretta dall'Obersturmführer Heinrich Bergmann e dall'Oberscharführer Julius Geese.
Di solito furono selezionati gli uomini normodotati per lavorare nelle miniere di scisti bituminosi nell'Estonia nord-orientale. Donne, bambini e anziani sarebbero stati giustiziati all'arrivo. Nel caso del Be 1.9.1942, le uniche scelte per il lavoro e per sopravvivere alla guerra furono un piccolo gruppo di giovani donne portate, attraverso i campi di concentramento in Estonia, in Polonia e in Germania, a Bergen-Belsen, dove furono in seguito liberate. Il comandante del campo Laak usò le donne come schiave sessuali, uccidendo almeno una di loro che si rifiutò di obbedire.
Secondo un articolo pubblicato dalla rivista Contemporary European History nel 2001:
La commissione internazionale estone per le indagini sui crimini contro l'umanità sostenne la responsabilità di tali crimini principalmente al 2,5% - 4% delle unità di protezione civile estoni di Selbstschutz e alla polizia di sicurezza estone. Alcuni testimoni stranieri furono ascoltati al processo, comprese cinque donne, che furono trasportate con il Be 1.9.1942 da Theresienstadt.

### Il verdetto
I documenti originali relativi al processo Mere-Gerrets-Viik si trovano negli Archivi di Stato estoni.
Mere, Gerrets, Viik furono tutti condannati a morte. Gerrets, 55 anni, e Viik, 44 anni, furono entrambi giustiziati il 31 marzo 1961.

## Processo di Tartu
All'inizio degli anni '60, il governo sovietico perseguì Juhan Jüriste, Karl Linnas ed Ervin Viks, accusati di aver ucciso 12000 persone nel campo di concentramento di Tartu. Una stima più recente concluse che il numero era di circa 3500 persone, principalmente ebrei estoni e cittadini estoni, nonché alcuni prigionieri di guerra sovietici ed ebrei dalla Polonia e dalla Cecoslovacchia. Secondo un resoconto ufficiale sovietico: "il principale colpevole, Ervin Viks, è fuggito dalle ire della gente e ora vive in Australia, mentre Linnas ha trovato rifugio negli Stati Uniti". Le autorità sovietiche chiesero l'estradizione di entrambi, ma sullo sfondo della Guerra Fredda furono categoricamente rifiutate.
Nel gennaio 1962 fu condotto un processo farsa con i tre imputati, Jüriste presente e Linnas e Viks assenti, processati in contumacia a Tartu e condannati a morte. La trascrizione e il verdetto del processo sono stati pubblicati sulla rivista Sotsialisticheskaya zakonnost a dicembre prima ancora che il processo si svolgesse. Il processo vero e proprio iniziò nel gennaio dell'anno successivo, ritardato perché uno degli imputati era malato.
Durante i processi di Tallinn e Tartu la gran parte dei testimoni indicò Heinrich Bergmann come la figura chiave dietro lo sterminio degli zingari estoni.
Il procuratore generale australiano, Sir Garfield Barwick, continuò a respingere la richiesta di Viks, sostenendo che non poté essere soddisfatta perché l'URSS e l'Australia non avevano un trattato di estradizione in essere, lo stesso Viks superò le pratiche di screening dell'immigrazione e, di conseguenza, una tale estradizione avrebbe minato la sovranità australiana. Viks morì in Australia nel 1983.
Nel 1987 Linnas fu finalmente deportato in URSS, dopo che una corte d'appello federale degli Stati Uniti ebbe prove ragionevoli contro di lui "schiaccianti e in gran parte incontrastate". Il giudice americano osservò che i suoi crimini "erano tali da offendere la decenza di qualsiasi società civile". Linnas morì di vecchiaia in un ospedale carcerario sovietico nel 1987.